# Kreis Fürstenwalde
Der brandenburgische Kreis Fürstenwalde bestand (in diesem Zuschnitt) von 1952 bis 1993. Er entstand 1950 als Landkreis Fürstenwalde im Wesentlichen aus dem Landkreis Beeskow-Storkow. 1952 erhielt er einen stark veränderten Zuschnitt und wurde dem ebenfalls 1952 neu geschaffenen Bezirk Frankfurt (Oder) der DDR zugeordnet. 
Ab 1990 gehörte der Kreis zum Bundesland Brandenburg. 1993 ging er im Landkreis Oder-Spree auf. Er war mit mehr als 100.000 Einwohnern einer der größten Kreise im Land Brandenburg. Die größte Stadt des Kreises war die Kreisstadt Fürstenwalde/Spree.

## Geographie
Nach der Kreisreform von 1952 grenzte der Kreis Fürstenwalde im Norden an den Kreis Strausberg, im Nordosten an den Kreis Seelow, im Osten an den Stadtkreis Frankfurt (Oder), im Südosten an den Kreis Eisenhüttenstadt-Land, im Süden an den Kreis Beeskow und über eine kurze Erstreckung an den Kreis Königs Wusterhausen und im Westen an Berlin.

## Geschichte
Durch die am 28. April 1950 beschlossene Änderung zur Verbesserung der Kreis- und Gemeindegrenzen wurde im Wesentlichen aus dem damaligen Landkreis Beeskow-Storkow der neue Kreis Fürstenwalde mit der Kreisstadt Fürstenwalde/Spree gebildet. Die neue Kreisstadt Fürstenwalde kam aus dem Kreis Lebus hinzu. Dafür mussten einige Gemeinden an den 1950 neu geschaffenen Landkreis Frankfurt (Oder) und an den stark vergrößerten Kreis Lübben abgegeben werden. Aus den Kreisen Lebus, der in Kreis Seelow umbenannt wurde und Niederbarnim wurden einige Gemeinden zugeteilt.
Nach Abschluss der Kreisgebietsreform mit dem Gesetz über die weitere Demokratisierung des Aufbaus und der Arbeitsweise der staatlichen Organe im Lande Brandenburg vom 25. Juli 1952 erfolgte eine erneute Änderung der Kreisgrenzen. Der Landkreis Fürstenwalde gab einige seiner bisherigen Gemeinden an die neu geschaffenen Kreise Beeskow und Strausberg ab; aus den Kreisen Seelow und Frankfurt (Oder) kamen einige Gemeinden hinzu.

## Kreisangehörige Gemeinden und Städte
Aufgeführt sind alle Orte, die am 25. Juli 1952 bei Einrichtung des (neu zugeschnittenen) Kreises Fürstenwalde eigenständige Gemeinden waren. Eingerückt sind Gemeinden, die bis zum 5. Dezember 1993 ihre Eigenständigkeit durch Eingliederung in größere Nachbargemeinden verloren hatten.
- Alt Golm
- Alt Madlitz
- Arensdorf
- Bad Saarow-Pieskow
- Beerfelde
- Berkenbrück
- Biegen
- Booßen (kam 1953 an den Kreis Seelow, am 1. Januar 1974 nach Frankfurt/Oder eingemeindet)
- Braunsdorf
- Briesen
- Buchholz
- Demnitz
- Erkner
- Falkenberg
- Fürstenwalde/Spree (Kreisstadt)
  - Gölsdorf (wurde zum 16. Januar 1974 nach Schönfelde eingemeindet)
- Gosen
- Grünheide
- Hangelsberg
- Hasenfelde
- Hartmannsdorf
- Heinersdorf
- Jacobsdorf
- Jänickendorf
- Kagel
- Kienbaum
  - Kirchhofen (wurde zum 17. September 1961 nach Spreenhagen eingemeindet)
- Kolpin
- Langewahl
  - Lebbin (wurde zum 17. September 1961 nach Markgrafpieske eingegliedert)
- Markgrafpieske
- Mönchwinkel
- Neuendorf im Sande
- Neu Golm
- Neu Zittau
- Petersdorf
- Pillgram
- Rauen
- Reichenwalde
- Rüdersdorf
- Schöneiche
- Schönfelde
- Sieversdorf
- Spreeau
- Spreenhagen
- Steinhöfel
- Tempelberg
- Trebus
- Wernsdorf
- Wilmersdorf
- Woltersdorf

Am 17. Mai 1990 wurde der Kreis in Landkreis Fürstenwalde umbenannt. Im Zuge der Verwaltungsreform im Lande Brandenburg 1992 wurden folgende Ämter im damaligen Kreis Fürstenwalde gebildet: Amt Scharmützelsee, Amt Odervorland, Amt Spreenhagen, Amt Steinhöfel/Heinersdorf, Amt Grünheide und überwiegend zum Kreis Beeskow gehörend das Amt Schlaubetal. Amtsfrei blieben lediglich Fürstenwalde/Spree, Erkner, Woltersdorf und Schöneiche.
Zum 6. Dezember 1993 wurden im Zuge der brandenburgischen Kreisreform abermals die Kreisgrenzen verändert. Aus den Landkreisen Beeskow, Fürstenwalde, Eisenhüttenstadt und dem Stadtkreis Eisenhüttenstadt wurde der Landkreis Oder-Spree mit Verwaltungssitz in Beeskow gebildet. Die Stadt Lieberose sowie die Gemeinden Blasdorf, Doberburg, Goschen, Jamlitz, Leeskow, Plattkow, Speichrow und Ullersdorf (Altkreis Beeskow) sowie Wernsdorf (Altkreis Fürstenwalde) kamen zum neuen Landkreis Dahme-Spreewald, die Gemeinde Rüdersdorf bei Berlin zum Landkreis Märkisch-Oderland.